# Alex Luna
Тищенко Олександр Вікторович (сценічне ім'я Alex Luna)— український естрадний співак, володар унікального голосу — контртенора (чоловіче сопрано), виконавець однієї з головних ролей в першому українському мюзиклі «Екватор».

## Біографія та творчість
Alex Luna народився 2 березня 1986 року в смт Охотськ, Хабаровський край (РФ). 
У 1995 р. з родиною переїхав жити в м. Бахмач (Чернігівська область, Україна), а у 1999 р. у Київ.
У 2001 р. вступив до Київського інституту музики ім. Р. М. Глієра, який закінчив у 2005 р. по класу академічного вокалу).
У 2003 р. Олександр Злотник запрошує Alex Luna на одну з головних ролей (Голос південних морів) у перший український багатобюджетний мюзикл «Екватор» — «кузню» сучасного українського шоубізнесу (в основном складі співали Світлана Лобода, Тіна Кароль, Василь Бондарчук, Василь Лазарович).
Перший професійний контракт у 2007 році Alex Luna підписує з продюсерським центром Catapult Music, який був створений виключно для   Alex Luna, а вже потім туди були запрошені Alyosha, Артем Мєх та Іван Дорн в складi гурту Пара Нормальних та гурт Антитіла. Результатом співпраці 2008 р. виходить дебютний альбом «Свет луны». В альбом увійшла переспівана Alex Luna класика (музична тема з кінофільму «Завтрак у Тиффани», «Ave Maria» та інші), а також композиції, які раніше ніхто не чув. Альбом «Свет луны» не знайшов широкого разповсюдження в Україні тому що занадто вирізнявся за своєю стилістикою та змістом із загальної маси робіт українських артистів. Але в Німеччині, Норвегії та Швейцарії він мав успіх.
Презентація альбому та третього відеокліпу пройшла у Колонній залі Київської мерії. Дебютний кліп на пісню «Свет Луны», що дала назву альбому, створив режисер Анхель Грасіа, що свого часу працював з такими світовими зірками як Мадонна та «Enigma».
Псевдонім Alex Luna вигадав під час зйомок кліпу «Свет луны» режисер Анхель Грасіа з двох причин: аби уникнути плутанини з естрадним співаком 90-х Олександром Тищенко, виконавцем пісні «Прима-балерина»; цей псевдонім більш відповідає образу та стилю артиста.
Унікальним голосом Alex Luna зацікавився легендарний композитор, засновник італійського диско, Клаудіо Симонетті. Маестро довго шукав виконавця, голос якого поєднувався б із незвичною загадковістю музичного стилю, в якому працює Симонетті. І коли композитор почув спів молодого українського виконавця, маестро приїхав до Києва, щоб особисто познайомитися із співаком.
У 2007—2010 роках на рахунку Alex Luna участь в гала-концертах, присвячених закінченню Другої світової війни, виступ на врученні премії «Овація» (2008 р.) та виступ на Leipzig Opera Ball (2011 р.)
З 2009 року Alex Luna співпрацює з менеджером компанії TUARON - Anton Sova. Результатом цієї співпраці стало видавництво музичним лейблом TUARON сингла «Руки к небесам» та подальше управління авторськими правами артиста. Фортепіанну партію сингла «Руки к небесам» виконав український піаніст Ігнатьєв Павло. 
У 2009 р. Alex Luna отримав премію Людина року Придніпров'я. Володіючи гарною зовнішністю Alex Luna не раз з'являвся на обкладинках журналів («10 дней», «Whats'on», «Gallery», «Красота и бизнес», «Ювелирный бизнес»), взяв участь у фотосесіях («Elle Ukraine», «L'Officiel Ukrain», «Story» та ін.), виходив на подіум на UFW та був обличчям Будинки моди Lugaru.
У 2010 році прима-балерина Большого театру Анастасія Волочкова сформувала тандем з Alex Luna  та організувала спільний тур «Дев'ять історій кохання». 26 квітня Анастасія Волочкова та співак Alex Luna дали свій перший концерт у Чернівцях.
З 2017 року Alex Luna співпрацює з оперною співачкою Марією Максаковою. Вперше артисти виконали свій дует у Києві на Віденському балі. Вже 2018 року вони представили концертну програму «Queen of Spades» (Пікова Дама) на сцені Одеської Філармонії та в Харківському національному академічному театрi опери та балету імені Миколи Лисенка.
Традиційним став виступ Alex Luna з дитячим ансамблем на відкритті головної ялинки України.
У 2020 році спів-продюсер фільму жахів "У чорній-чорній кімнаті". У ролях: Рей Єремій, Ірина Кудашева, Артур Новіков, Ілля Вишневецький, Антон Сокол, Олександр Кобзар, Єлизавета Василенко та інші. Фільм розкритиковано за візуал та акторську гру, яка не змогла донести до глядача весь спектр емоцій.
У 2021 році Alex Luna автор арт-проекту Somnia Disaster, присвяченого 35 роковинам Чорнобильської трагедії. В арт-проекті взяла участь українська модель Сніжана Онопко. Презентація проєкту відбулаcь в день річниці трагедії 26 квітня в музеї Цивільного захисту "Зірка полин" в місті Чорнобиль. 28 квітня в Національному заповіднику "Софія Київська" в місті Києві. З 14 по 21 серпня 2021 проект був представлений в рамках 12-го Одеського міжнародного кінофестивалю місті Одеса.

## Благодійність
У червні 2008 р. в рамках проекту «Наші діти» фонду «Україно! Я за тебе!» в столичному нічному клубі Disco Radio Hall відбулася вечірка «Бантик.party» за участю зірок українського шоу-бізнесу, у тому числі Alex Luna, та благодійний аукціон. Захід був організований на підтримку школи-інтерната села Бабанка (Уманського району Черкаської області), де живуть і навчаються 112 дітей з розумовими відхиленнями.
Разом з Маріам Реєнтенко, яка у свої 18 років опікає дитячий будинок «Любисток», Alex Luna запросив дітей з дитячого будинку на презентацію свого дебютного альбому і нового кліпу, яка відбулася у грудні 2008 р., Alex Luna також вирішив допомагати Маріам у забезпеченні та навчанні дітей.
У вересні 2011 р. Alex Luna став Послом доброї волі Національної інформаційної кампанії «Не дай СНІДу шанс», організованої Міністерством охорони здоров'я України та GIZ. На концерті у Києві, що відбувся в рамках кампанії, Alex Luna та Vlada Crystal виконали пісню «Небеса».
У 2011 році Alex Luna також виступив на 3-му президентському благодійному балу в Алмати (Казахстан) та на відкритті 10-го ювілейного балу Gala Aids в Берліні (Німеччина).
З 2022 року Alex Luna співорганізатор благодійного фонду "Основи країни".

## Кліпи
- 2007— Свет Луны [Архівовано 14 серпня 2020 у Wayback Machine.], англійський варіант: Moonlight [Архівовано 4 жовтня 2016 у Wayback Machine.] (режисер— Анхель Грасіа)

Дебютний кліп Alex Luna став сенсаційною відео-роботою для України. Ідею запропонував Анхель Грасіа, режисер, відомий своїми відео-роботами для Періс Хілтон, «Enigma», Мадонни. За основу було взято сюжет роману романтичного фантаста Едгара По — «Маска червоної смерті». Анхель показав у кліпі, як принц, оточений шикарним почтом, відмовляється від безглуздих ігор, пафосних видовищ у своєму замку. Він впевнено переходить з однієї кімнати до іншої, щоб зупинити лицедійство. Але наприкінці виявляє, що одним з персонажів карнавалу є він сам.
- 2008— Ночь, англійський варіант: Night (режисер — Євген Тімохін)

Євген Тімохін запропонував незвичне рішення: відтінити емоціональне забарвлення тексту комп'ютерною графікою. А саме голками, що прошивали виконавця червоними нитками. У кінці музичної історії, очі співака закриті, а рот зашито цими червоними нитками. Цей акт має глибокий філософський зміст.
- 2008— Руки к небесам (режисер — Олексій Федосов).

Презентація кліпу збіглася з презентацією альбому «Свет луны». Alex Luna є автором музики й тексту цієї композиції, крім того, сам вибрав локацію для зйомок кліпу й розробив свій стиль та образ головної героїні. Нею стала IT-girl Маріам Реєнтенко.
- 2010— Небеса

## Дискографія
- 2008— Свет Луны[45].

### Сингли
- 2007— Свет Луны
- 2008— Ночь
- 2008— Руки к небесам
- 2009— Mystery night
- 2010— Небеса